# Intuitive Surgical

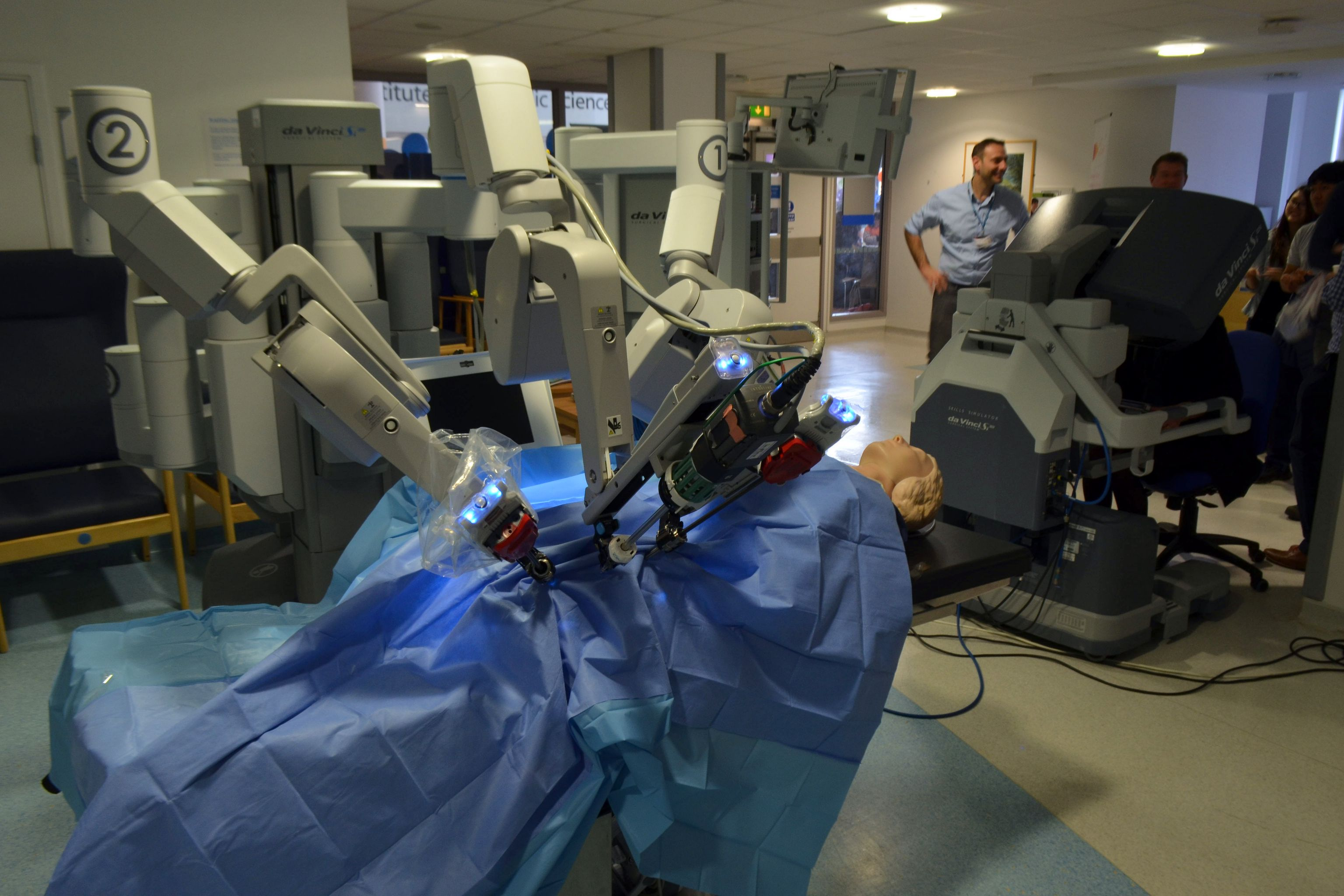
Bild eines Da-Vinci-Operationssystems von Intuitive Surgical

Intuitive Surgical ist ein US-amerikanisches Unternehmen der Medizintechnik mit Hauptsitz in Sunnyvale, CA (Silicon Valley).
Der europäische Hauptsitz ist im schweizerischen Aubonne. Deutsche Niederlassungen befinden sich in Berlin und Freiburg im Breisgau. Produktionsstätten für Komponenten befinden sich in Emmendingen (bei Freiburg) und Biebertal (bei Wetzlar).
Intuitive Surgical wurde im Jahr 1995 gegründet und stellt roboter-assistierte Systeme für minimalinvasive Chirurgie her. Die Grundlagen hierzu wurden bereits in den 1980er Jahren am SRI erforscht. Im Jahr 2000 wurde das Da-Vinci-Operationssystem von der FDA für die Anwendung in der laparoskopischen Chirurgie zugelassen. Das Unternehmen ist seit 2000 börsennotiert und Teil der Indizes NASDAQ-100 und S&P 500.